# Пелгусово (деревня)
Пелгусово (Пе́лгусово) — деревня в Тейковском районе Ивановской области, входит в состав Большеклочковского сельского поселения.

## География
Расположена рядом с участком автодороги Р152 Иваново—Тейково, выезда на которую не имеет.

## Население
| 1859 | 1905 | 2010 |
| ---- | ---- | ---- |
| 92   | ↗115 | ↘35  |

## Транспорт
В 1,5 км к югу находится ж/д станция Северной железной дороги Пелгусово.